# 那加岩地町
那加岩地町（なかいわちちょう）は、岐阜県各務原市の地名。現行行政町名は那加岩地町一丁目から三丁目。

## 地理
各務原市の那加地区に属する。
町域の東部は那加土山町、那加山後町、那加長塚町、那加兼橋町、西部は岐阜市水海道、岐阜市高田、南部は那加兼橋町、北部は那加土山町、及び岐阜市水海道に接する。
地名は各務郡岩地村に因む。
町域には境川が流れる。
道路
- 東海北陸自動車道
- 県道152号岐阜各務原線

## 歴史
この地域は江戸時代は美濃国各務郡岩地村。1889年（明治22年）に岩地村、西市場村、更木新田、桐野村、北洞村、山後村、長塚村、前洞村、影野新田、新加納村が合併し、那加村（1940年に町制施行し那加町）が発足すると那加村大字岩地となる。
1963年（昭和38年）、那加町、蘇原町、鵜沼町、稲羽町が合併し各務原市が発足すると那加岩地町に改称。
1976年（昭和51年）9月28日、区画変更が行われ、那加岩地町一丁目から三丁目が成立。
1980年（昭和55年）5月6日、岐阜市高田北1丁目の一部、岐阜市水海道4・5丁目の一部を編入。

## 世帯数と人口
2024年（令和6年）10月1日現在の世帯数と人口は以下の通りである。尚、統計上二丁目と三丁目を一緒に記述する。
| 丁目                 | 世帯数 | 人口  |
| -------------------- | ------ | ----- |
| 那加岩地町一丁目     | 76世帯 | 186人 |
| 那加岩地町二・三丁目 | 8世帯  | 23人  |
| 計                   | 84世帯 | 209人 |

## 小・中学校の学区
市立小・中学校に通う場合、学区は以下の通りとなる。
| 番・番地等 | 小学校                   | 中学校               |
| ---------- | ------------------------ | -------------------- |
| 全域       | 各務原市立那加第一小学校 | 各務原市立那加中学校 |